# Caryothraustes canadensis
Caryothraustes canadensis е вид птица от семейство Cardinalidae.

## Разпространение
Видът е разпространен в Бразилия, Колумбия, Френска Гвиана, Гвиана, Панама, Суринам и Венецуела.